# Ville fédérale
Une ville fédérale est le titre de certaines villes en Allemagne, aux États-Unis, en Russie ou encore Suisse. 

## Allemagne
En Allemagne, Bonn est désignée comme une ville fédérale depuis le 28 avril 1994. Depuis la réunification allemande, Bonn a perdu son statut de capitale fédérale au profit de Berlin et est devenue ville de second rang pour de nombreuses institutions (résidences officielles secondaires du président allemand et du chancelier allemand). Elle reste pourtant la résidence principale pour six ministères fédéraux et pour une vingtaine d'autorités fédérales. 
Ce titre n'est que symbolique, la ville de Bonn n'étant pas un État à elle seule, mais située dans la Rhénanie-du-Nord-Westphalie. 

## États-Unis
Aux États-Unis, Washington est historiquement appelée « ville fédérale ». 

## Brésil
Au Brésil, Brasilia, qui n’est ni une ville ni un État est une entité fédérative, capitale du pays et du District fédéral.

## Russie
En Russie, Moscou, Saint-Pétersbourg et Sébastopol sont les trois villes d'importance fédérales.

## Suisse
En Suisse, le titre de ville fédérale est octroyé à Berne depuis 1848.

## Autres
Beaucoup d'autres villes capitales sont nommées "Ville fédérale". Ce sont notamment les cas de Canberra, Mexico, Delhi. Certaines villes ont leur propre état ou province unique, on parle alors aussi de district fédéral. Berlin, Oslo, Prague, Sofia et Washington D.C. appartiennent à la seconde catégorie.